# دوشانلو
روستای دوشانلو یکی از روستاهای مشگین‌شهر تابع شهر تازه تأسیس قصابه و دهستان شعبان است که در کنار جادهٔ مشگین‌شهر-تبریز (بیست کیلومتری مشگین‌شهر) قرار دارد که مجاور رود دوشانلو چایی است که امروزه به دلیل خشکسالی آب اندکی در بستر آن جاری است. این روستا مجاور روستاهای آتشگاه، روستای آق‌چه‌لو و علمدار (آلامبار) و روستای ینگجه است. روستای مورد نظر در قدیم زیر نظر بیگ‌های گیگلو اداره می‌شده و دشت‌های اطراف آن نیز اتراق ییلاقی طایفهٔ مزبور بوده‌است.

## وضعیت اب وهوا
این روستا دارای تابستان‌های نسبتاً گرم و زمستان‌های تقریباً سرد است. آب آشامیدنی آن از چشمه‌ای که در کنار رود دوشانلو چای قرار دارد تأمین می‌شود که امروزه با لوله‌کشی آب استفاده از آب آشامیدنی برای مردم آسان‌تر شده‌است و آب کشاورزی آن در قدیم همان‌گونه که در لغت‌نامه دهخدا ذکر شده‌است از دوشانلو چایی تأمین می‌شده که البته امروزه کشاورزی این روستا وابسته به سد خاکی کنار روستا است.

## نام

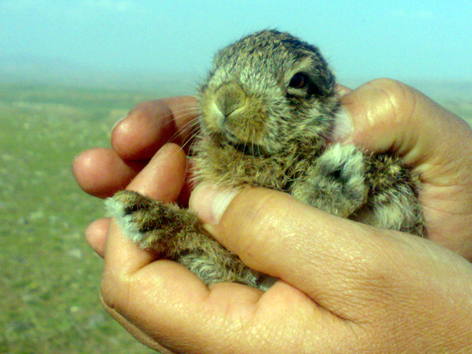
یک بچه خرگوش در دوشانلی

نام این روستا در زبان مردم محلی خود روستا دوشانجیخ و دوشانلی نامیده می‌شود که از دو لغت ترکی دوشان به معنی خرگوش و پسوند لی که به معنی دارا (پسوند مالکیت) تشکیل شده‌است و معنی مکان دارای خرگوش را می‌دهد که وفور خرگوش در این منطقه وجه تسمیهٔ نام را روشن می‌کند. البته عشایر شاهسون این مکان داوشانلو به معنی کوه دارای کندوی زنبور نیز می‌خوانند.

## پیشینه
این روستا با آنکه دارای مناطق‌های باستانی از جمله تپهٔ پیر (گورستان تاریخی آن) و تپهٔ اوزون تپه می‌باشد اما دارای قدمت زیادی نیست. پس از فتح مناطق شمالی رودارس توسط امپراطوری روسیه بنا به درخواست مردم مسلمان آن منطقه و بدستور عباس میرزا بسیاری از عشایر و مردم گنجه، قره‌باغ و بادکوبه (از جمله طایفه‌های زیاد اوغلو گنجه؛ شمس الدین لو و قزاق لو افشار..) را به جنوب ارس مهاجرت داده شدند بسیاری از این مهاجران پس از مهاجرت به دلیل عدم وجود ییلاق و قشلاق برای طوایف خود در مسیر برای سکونت روستاهایی ایجاد کردند روستای مزبور نیز توسط مهاجران گوبگ بئش دلیلو از عشیره آتاخانلو افشار تأسیس شده‌است. که بنا به گفتهٔ مردم محلی روستا پنج برادر (که جد طایفه بش دلی هستند) که (از طایفه بئش دلیلو آتاخانلوی افشار گنجه و قره‌باغ بوده‌اند) و به دلیل بیماری پدرشان در منطقه مجبور به اتراق و چادر زدن می‌شوند و پس از فوت پدرشان و دفن وی در منطقه تمایلی به ادامهٔ مهاجرت نمی‌کنند و روستای مزبور را ایجاد می‌کنند.

## مردم
مردم روستا از دو طایفهٔ اصلی بئش دلی (منشعب از عشایر آتاخانلو افشار گنجه و قره‌باغ) و جانبالاللو و چند طایفه کوچک دیگر تشکیل می‌شوند.

## محصولات
محصول معروف این روستا خیار است. در قدیم به دلیل کمبود آب، بیشتر گندم، جو، حبوبات و صیفی‌جاتی که کمتر به آب نیاز داشته‌اند کشت می‌شده‌اند ولی امروزه با گسترش سد خاکی کنار روستا باغ‌های هلو، سیب و شلیل نیز در روستا به‌وجود آمده‌اند.

## سد خاکی

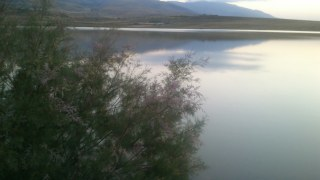
شرق سد دوشانلو

سد خاکی کنار روستا تنها سد کنار جادهٔ اصلی مشکین شهر-تبریز ایت پیشینهٔ این سد به سدی موسوم به سد گل محمد (جد خانواده‌های گل‌محمدی و گلی کلانپا) بر می‌گردد که توسط وی با کمک اهالی در هشتاد سال (یا بیشتر) در گذشته به وجود آمده که با گسترش سد، مزارع اطراف بسیار بزرگ‌تر از قبل و مورد استفادهٔ همگان شد.

## جمعیت
این روستا در حوالی سال‌های ۱۳۰۰ تا ۱۳۳۰ بر اساس لغتنامه دهخدا ۲۷۹ تن سکنه داشته‌است. و براساس سرشماری سال ۱۳۸۵ جمعیت آن ۵۵۲ نفر (۱۱۸ خانوار) بوده‌است.

## تپهٔ باستانی پیر

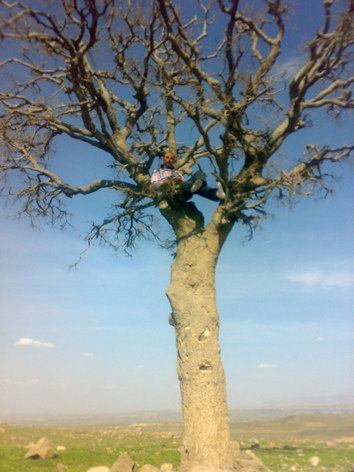
درختی کهن در تپهٔ باستانی پیر

این تپه در جنوب روستا کنار جاده قرار دارد که به دلیل وجود سه درخت (از راستهٔ داغداغان یا تاگوک Tagouk یا ته گوک) که در رأس این تپه وجود داشته‌اند و در گذشته کلبه مانندی در میان این سه درخت وجود داشته که مردم در آنجا پارچه‌هایی را جهت نذر به بندهای موجود در کلبه می‌بسته‌اند و چنان‌که پارچه‌شان تکان می‌خورد آن را نشان از قبولی حاجتشان می‌دانستند و پیرمردی نیز در آنجا متولی این امور بوده‌است. گفتنی است که مردمان شاخه‌های این درختان که دو اصله از آن‌ها امروزه نابود شده‌است جهت شفای بیماریشان استفاده می‌کردند و جهت جلوگیری از چشم زخم از آن گردن‌آویزی درست می‌کردند (درخت داغداغان در فرهنگ عشایر ترکمن و ترک مقدس است). در کنار این درختان قبرستانی باستانی وجود دارد که مدت‌ها قبل مجسمهٔ سنگی یک قوچ در آن بوده‌است که توسط سوداگران عتیقه به خیال وجود طلا نابود می‌شود. (اهالی روستای دوشانلو در گذشته نیز اموات خود را در تپه دفن می‌کردند که بعدها به دلیل سر بالایی بودن مسیر و سختی امر کفن و دفن از ضلع خالی قبرستان روستای آتشگاه که سهل‌الوصول بوده‌است شروع به استفاده کرده‌اند).